# Jambon de la Forêt-Noire
Le Schwarzwälder Schinken, « jambon de la Forêt-Noire » en français, est un jambon cru désossé, séché et fumé.  
En 1959, Hans Adler de Bonndorf a été le premier à fabriquer et à vendre au détail et par correspondance du jambon de Forêt-Noire original. Depuis 1997, le terme "jambon de Forêt-Noire" fait l'objet d'une indication géographique protégée (IGP), projet notamment porté par Le Schutzverband der Schwarzwälder Schinkenhersteller (Association de protection des producteurs de jambon de la Forêt-Noire). Cette reconnaissance garantit que tout produit vendu dans l'UE comme jambon de la Forêt-Noire soit traditionnellement et au moins partiellement fabriqué (préparé, transformé ou produit) dans la région de Forêt-Noire en Allemagne. Toutefois, cette désignation n'est pas reconnue en dehors de l'UE, notamment au Canada et aux États-Unis, où des jambons de différents types et de différentes qualités sont commercialisés et vendus comme jambon de la Forêt-Noire. 

## Fabrication

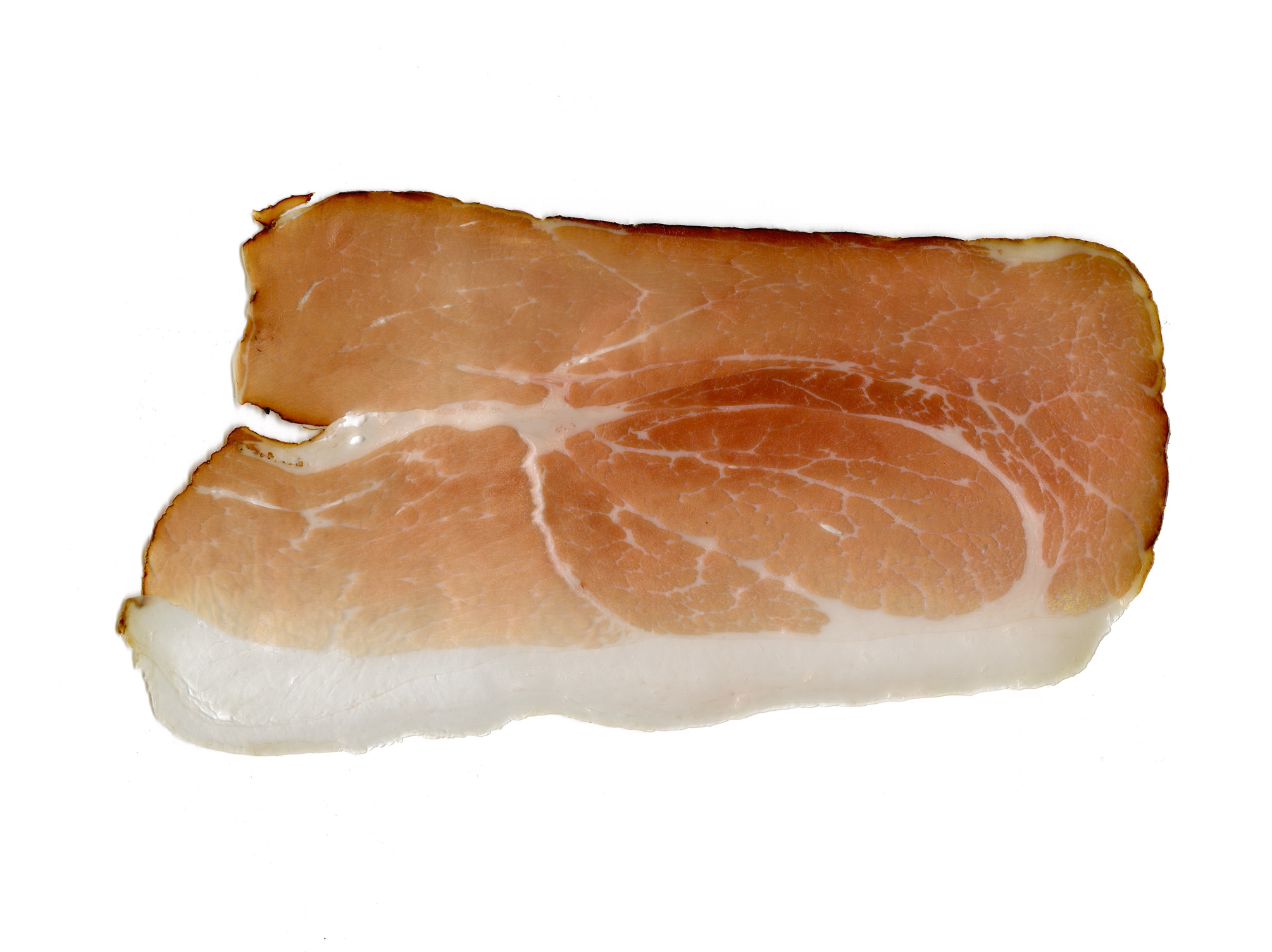
Fine tranche de jambon de la Forêt-Noire.

La préparation du jambon de la Forêt-Noire peut prendre plus de trois mois. Le jambon est, entre autres, frotté à l'ail, à la coriandre, au poivre et au genièvre. Il est ensuite macéré en saumure pendant deux semaines. Après retrait du sel, le jambon est fumé au bois de pin et d'épicéa de la Forêt-Noire pendant plusieurs semaines, à la température de 25 °C. Ce stade de préparation confère au jambon sa couleur brune et sa saveur fumée.
La dernière étape de production consiste en un séchage du produit, durant une période de deux à trois semaines. Entier, ce jambon est souvent présenté sous la forme caractéristique des rôtis, obtenue grâce à la ficelle qui ligature la pièce de viande ou, de façon plus moderne, grâce à un moule. La technique de fumage des viandes et charcuteries est courante dans les traditions culinaires des régions de la Forêt-Noire, ainsi que des pays de la vallée du Rhin supérieur (Alsace et Suisse rhénane),.

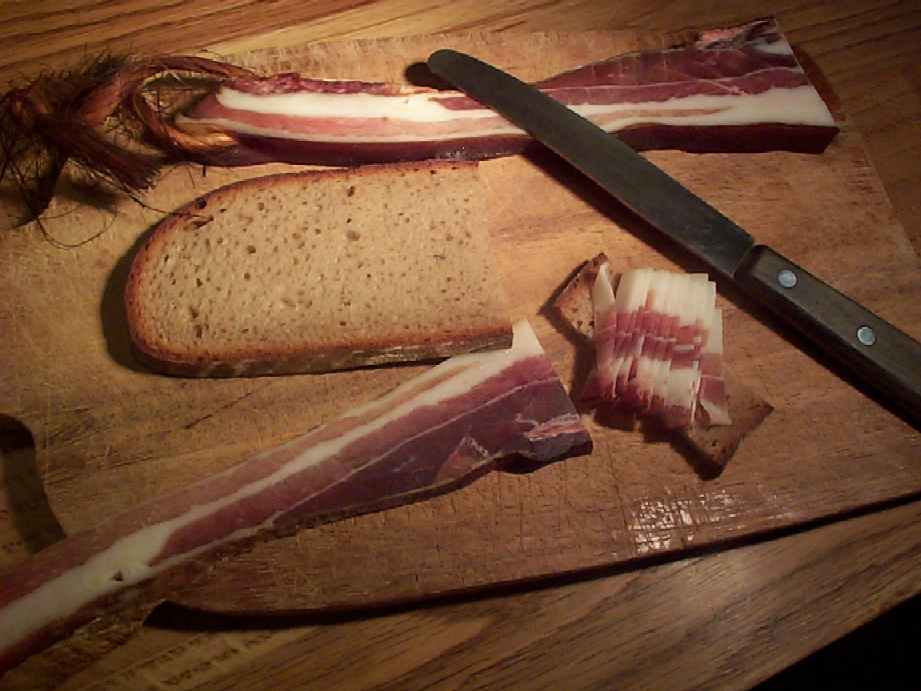
Jambon de la Forêt-Noire accompagné de pain.

## Spécificités
Le jambon de la Forêt-Noire est désossé et contient environ un cinquième de graisse. Il a une saveur très prononcée et son utilisation est courante dans la cuisine allemande. Il peut être consommé frais, par exemple sur du Holzofenbrot ou du pain de seigle, avec des fruits, ou utilisé comme ingrédient dans des plats cuisinés. Les morceaux entiers de jambon de la Forêt-Noire peuvent être conservés pendant des mois s'ils sont correctement entreposés. Il est généralement servi à température ambiante.

## Produits associés
Le lard de la Forêt-Noire (Schwarzwälder Speck en allemand) est un lard produit de la même manière, et se décline en deux catégories : Le Durchwachsener Speck a plusieurs couches de viande, dont la moitié est grasse ; le fetter Speck est presque entièrement gras. Les deux variantes comprennent la peau, appelée couenne de porc. La couenne de porc est trop dure pour être mangée, mais elle est cuite dans certains plats traditionnels allemands, tels que le Linsen mit Spätzle Eintopf (ragoût de lentille avec des Spätzle), pour ajouter ses saveurs à la nourriture.

## Musée
Le Musée du jambon de la Forêt-Noire a ainsi été créé dans le village considéré comme le plus haut d'Allemagne, à Feldberg. Dans ce musée situé dans une tour, les visiteurs apprennent ainsi d'où viennent les cuisses de porc utilisées pour la fabrication du jambon de la Forêt-Noire, ce qu'est la salaison à sec, le "brûlage" et le fumage sur du bois de conifères local. Une base de données de recettes séparée fournit des suggestions et des conseils pour déguster le jambon de la Forêt-Noire.